# Frea basalis
Frea basalis (лат.) — вид жуков-усачей рода Frea из подсемейства Lamiinae. Обнаружены в Африке (Ангола, Камерун, Габон, Экваториальная Гвинея, Нигерия, Демократическая Республика Конго, Республика Конго, Сьерра-Леоне). Длина около 10—19 мм. Кормовые растения неизвестны. Период активности: ноябрь. Вид был впервые описан в 1894 году немецким энтомологом Карлом Йорданом (а позднее также как Mimofrea uniformis, Mimofrea fasciolata, Mimofrea thoracica Hintz, 1912)
. В 1968 году включён в состав рода Crossotus.
Вариететы:
- Frea basalis var. fasciolata (Hintz, 1912)
- Frea basalis var. griseobasalis Breuning, 1942
- Frea basalis var. thoracica (Hintz, 1912)
- Frea basalis var. uniformis (Hintz, 1912)